# 石胎
石胎（Lithopedion）是一种罕见的症状，常見的情形是宫外孕的胚胎死亡後，因體積過大无法被细胞吞噬而被钙化，该现象可能由于没有症状长期不被发现。世界上已知的病例仅有约300起，但是在美国公元前11世纪的一个古人类遗址中已发现此现象。

## 外部連結
- What is the process that creates a stone baby? (MadSci Network) （页面存档备份，存于）
- Ernst Bjerke: A pregnancy of 10-years duration
- Nigerianschoolsonline-Lithopedion